# Paul Whiteman

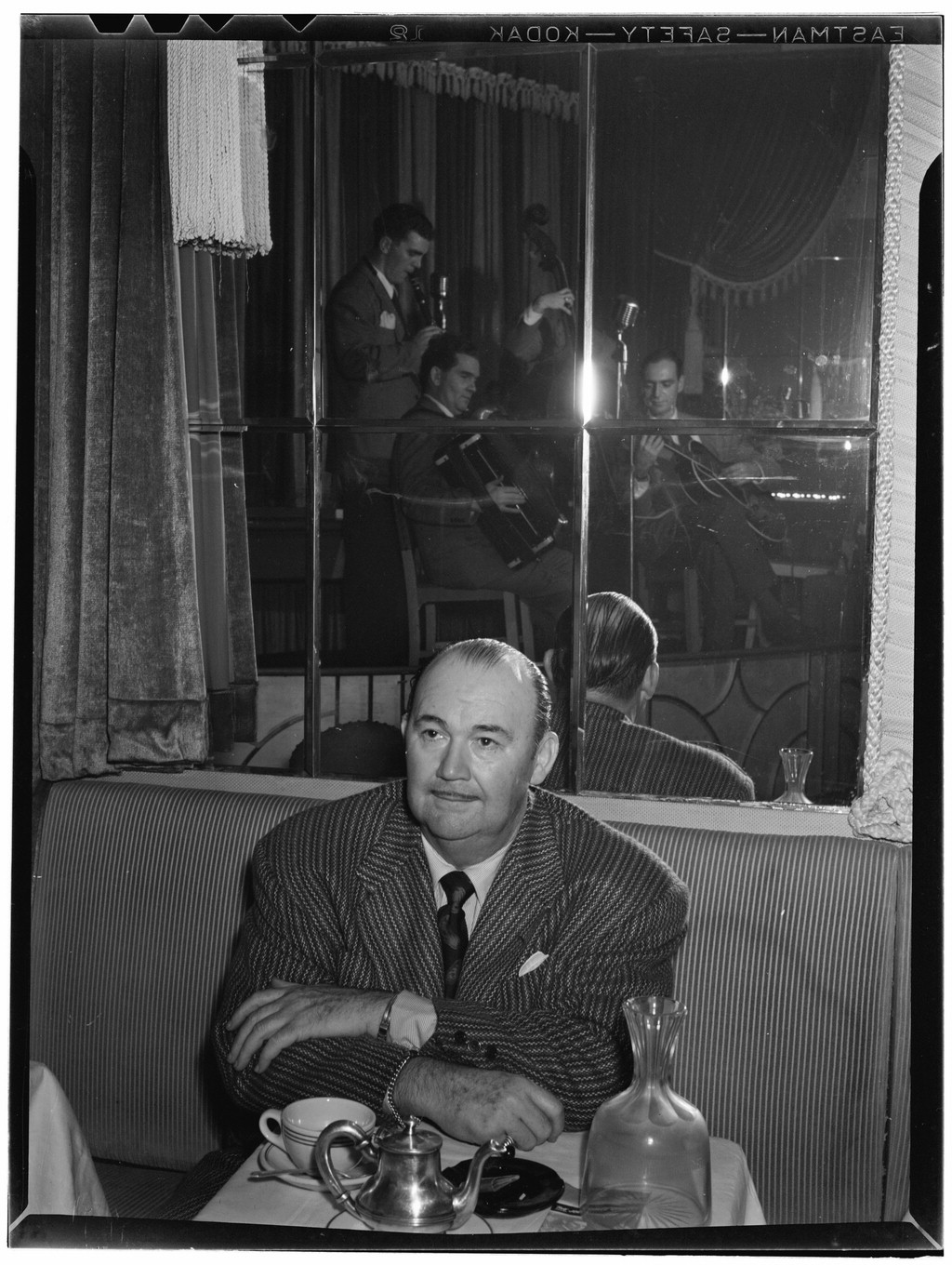
Paul Whiteman (vorn), 1947.

Paul Samuel Whiteman (* 28. März 1890 in Denver, Colorado; † 29. Dezember 1967 in Doylestown, Pennsylvania) war ein amerikanischer Bandleader.

## Leben
Paul Whitemans Familie war von Musik geprägt. Sein Vater, Wilberforce James Whiteman (1857–1939), war verantwortlicher Inspekteur für den Musikunterricht der Schulen in öffentlicher Trägerschaft der Stadt Denver; seine Mutter, Elfrida Maria Whiteman, geb. Dallison (1866–1934), war eine ehemalige Opernsängerin. Whiteman selbst war zunächst Geiger in Sinfonieorchestern. 
1918 wurde er Leiter des Orchesters des Fairmont Hotels in San Francisco. Mit diesem Orchester nahm er 1920 Engagements in Atlantic City und New York City an und ging 1923 auf Europa-Tournee. Das Orchester hatte fast symphonische Größe und war kommerziell sehr erfolgreich. Dies erlaubte Whiteman, eine bedeutende Anzahl von jungen, weißen Jazzmusikern zu engagieren, von denen viele in den folgenden Jahren selbst als Bandleader oder Solisten während der Swing-Ära Karriere machten. Dazu gehören insbesondere Jack Teagarden, Frank Trumbauer, Bunny Berigan, Joe Venuti, Eddie Lang, die Gebrüder Tommy Dorsey und Jimmy Dorsey sowie Bix Beiderbecke, Bing Crosby und sein Arrangeur Bill Challis. 1924 übernahm das Orchester in New York die Uraufführung der Rhapsody in Blue von George Gershwin, orchestriert von Whitemans Arrangeur Ferde Grofé. Auf dem Höhepunkt seines Erfolges bildeten er und sein Orchester im Jahr 1930 die Kernbesetzung des Technicolor-Revuefilms King of Jazz, in den auch die Rhapsody in Blue integriert wurde. Whiteman leitete das Orchester bis Mitte der 1940er Jahre und wurde danach Musikdirektor beim Rundfunksender ABC.
Von 1949 bis 1954 moderierte Whiteman die Talentshow Paul Whiteman's TV Teen Club die zeitgleich im TV und im Radio ausgestrahlt wurde. Charlie Gracie, Bobby Rydell und Leslie Uggams starteten hier ihre Karriere.
Der Sound des Whiteman-Orchesters unterschied sich von den führenden schwarzen Jazz-Bands dieser Zeit insbesondere aufgrund seiner zum Teil sehr komplexen und vielseitigen Arrangements, oft mit Beteiligung von Streichern; jedoch sind etliche Schallplatten-Aufnahmen insofern für die Jazz-Geschichte von Bedeutung, als sie an vielen Stellen die Anfänge der oben genannten Jazz-Musiker in Soli dokumentieren. Whitemans musikalischer Stil wird auch als „Symphonic Jazz“ bezeichnet. Dieser Sound stellte sich als sehr erfolgreich heraus, denn Whitemans erste Schallplattenaufnahme Whispering vom September 1920 verkaufte sich fast zwei Millionen Mal und avancierte damit zum ersten Millionenseller der Pop-Musik. Mit 3,4 Millionen Platten war sein im September 1922 veröffentlichter Three O’Clock in the Morning noch umsatzstärker. Neben diesen Titeln gelangen ihm insgesamt weitere 29 Nummer-eins-Platzierungen in der Hitparade.
Paul Whiteman war seit 1931 in vierter Ehe mit der Filmschauspielerin Margaret Livingston verheiratet.